# Baksan (fiume)
Il Baksan (in russo Баксан; in caraciai-balcaro Басхан) è un affluente di destra del Malka lungo 173 km che scorre nella repubblica ciscaucasica della Cabardino-Balcaria, in Russia.

## Corso
Il Baksan nasce dal grande ghiacciaio Asau, sul versante meridionale dell'Elbrus, ad un'altitudine di circa 2800 m. Scorre intorno al massiccio montuoso sul lato sud-est e poi svolta in direzione nord-est. Dapprima scorre attraverso un'angusta valle di montagna, poi oltrepassa la cresta Skalisty («cresta rocciosa») del Grande Caucaso e raggiunge la pianura a monte della città che dal fiume ha preso il nome, Baksan, dove si dirama in diversi bracci (i più importanti dei quali, oltre a quello principale, sono il Baksanjonok e il Geduko). Dopo altri 50 km in direzione est, il Baksan confluisce nel Malka, un affluente del Terek, alla periferia sud-orientale di Prochladnyj. Alla confluenza, il Baksan è significativamente più ricco di acqua rispetto al Malka (in media oltre cinque volte di più).
Il bacino idrografico del Baksan copre una superficie di 6800 km². I suoi affluenti più importanti sono lo Čegem e lo Čerek da destra e il Gundelen da sinistra.

## Uso e infrastrutture
Il Baksan non è navigabile. Le acque del suo corso inferiore vengono utilizzate per irrigare i terreni agricoli. A tal fine, l'acqua viene deviata dal Baksan verso il Malka attraverso il canale Baksan-Malka.
Nella città di Baksan c'è una piccola centrale idroelettrica, la centrale idroelettrica di Baksan (Baksanskaja GES), con una potenza iniziale di 25 megawatt e portata attualmente a 27. Costruita tra il 1930 e il 1939, è una delle più antiche di tutta la Russia. Dopo essere stata distrutta nella seconda guerra mondiale, entrò nuovamente in funzione nel 1946. Poiché parte della tecnologia era in funzione dall'epoca della sua costruzione, l'attuale gestore, la filiale di Cabardino-Balcaria della RusHydro, ha provveduto alla sua ricostruzione a partire dal 2007. I lavori furono interrotti da un attentato terroristico, che nel luglio 2010 provocò notevoli danni all'impianto. Solo nel dicembre 2012 è stato possibile rimettere in funzione la centrale.
La strada statale M29, da Rostov sul Don al confine con l'Azerbaigian, attraversa il fiume vicino alla città di Baksan; lì si dirama la A158, che conduce agli impianti sciistici e alpini ai piedi dell'Elbrus seguendo il corso del fiume fin quasi alla sorgente e attraversandolo più volte.